# Glärnischfirn
Der Glärnischfirn (manchmal auch Glärnischgletscher) ist ein gut 2 km langer und bis zu 1 km breiter Gletscher in den Schwyzer Alpen im Schweizer Kanton Glarus.
Der Gletscher liegt auf der Nordwestseite des Glärnischmassivs (auch Glärnischgruppe) zwischen 2300 und 2800 Metern Höhe und verläuft leicht progressiv ansteigend von West nach Ost.
Der Normalweg zu den meisten Gipfeln des Glärnisch (z. B. dem Vrenelisgärtli) führt über den Firn bis an sein Ostende mit dem Schwandengrat. An dieser Ostkante geht es 2000 Meter fast senkrecht hinunter bis an den Klöntalersee.
In den letzten Jahren hat der Gletscher massiv an Volumen verloren, und die Zunge hat sich schon ziemlich weit zurückgezogen.
Auf der Südostseite des Glärnisch gibt es noch zwei kleinere Gletscher, den Bächifirn und den Guppenfirn, die beide mit dem Glärnischfirn nicht verbunden sind.

## Lage
| \| \| |
|       |

Lage des Gletschers in der Gebirgsgruppe.

Gemäß der Einteilung des Schweizer Alpen-Clubs (SAC) liegt das Gebirgsmassiv des Glärnischs in den Schwyzer Alpen.

## Bilder

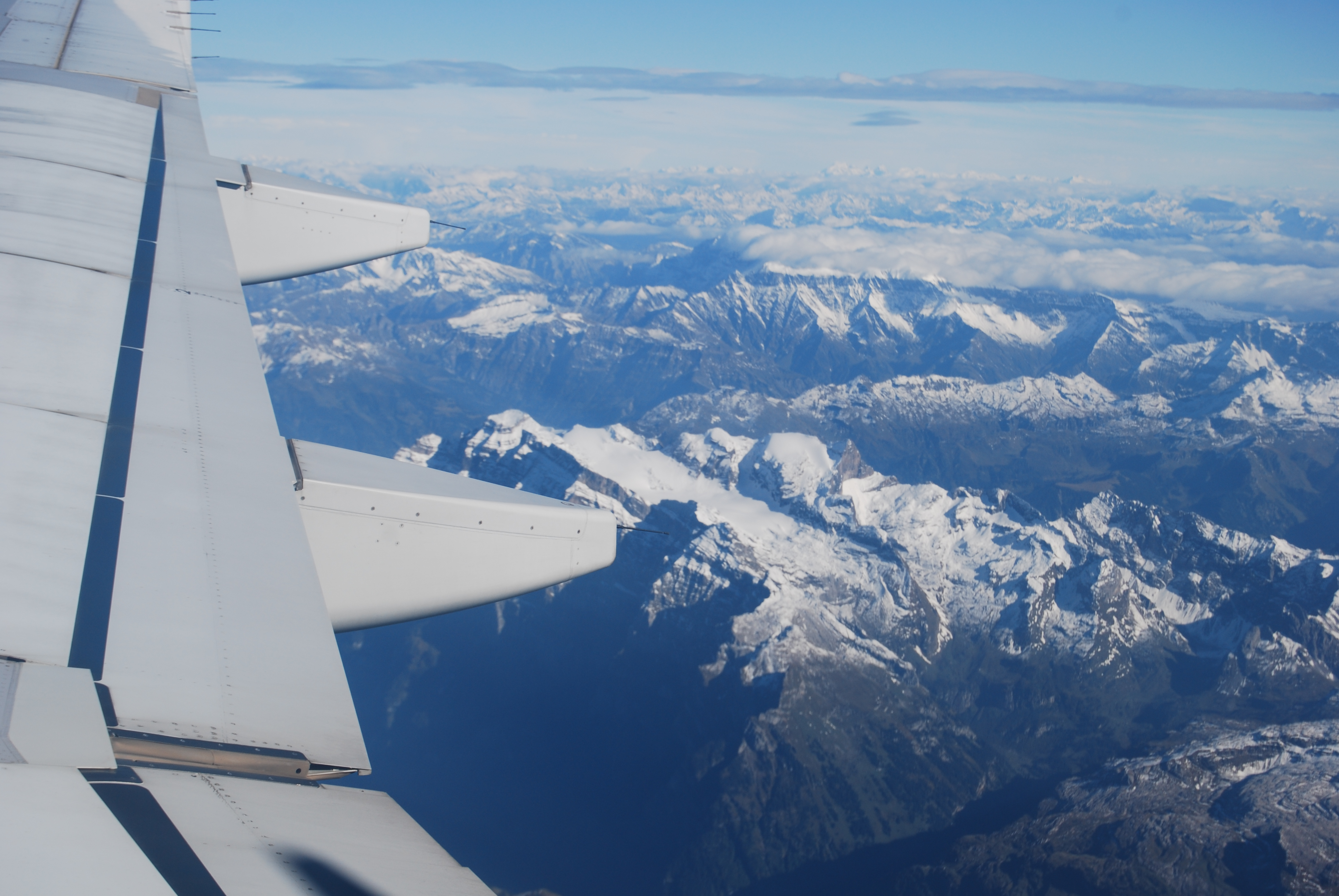
Der Glärnischfirn aus der Luft, 3. Oktober 2010
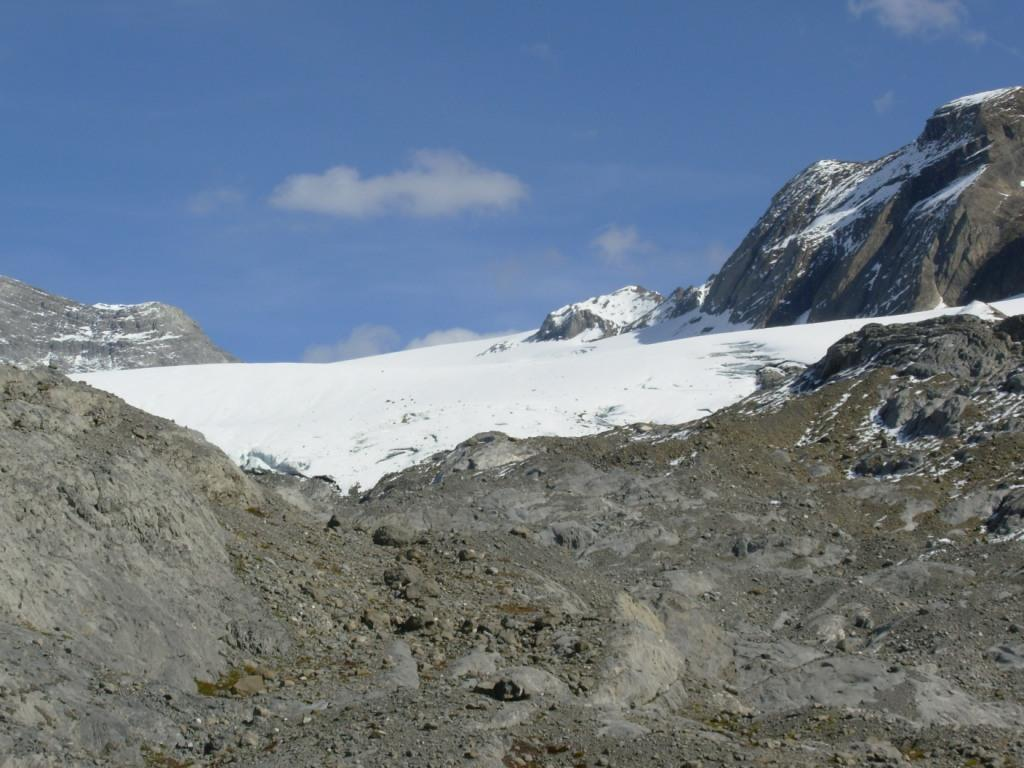
Die Zunge des Glärnischfirns 2007
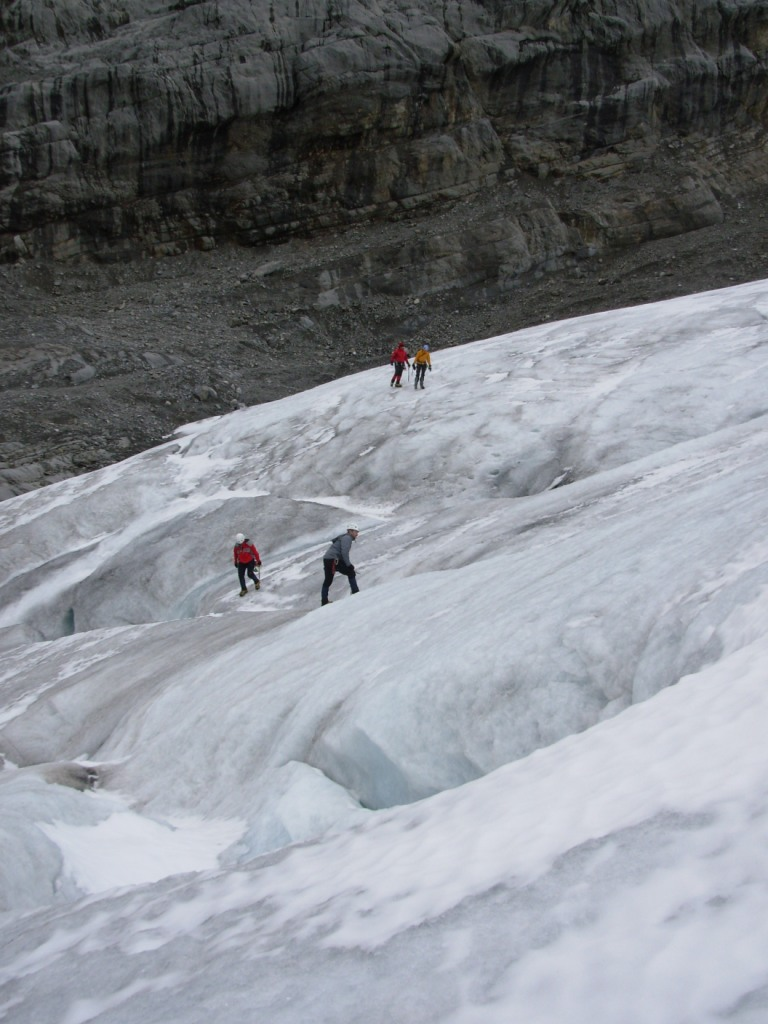
Bergsteiger auf dem Gletscher 2007

## Belege
1. ↑  
Lage in Karten der Schweiz (SwissTopo)
2. 1 2  
Ernst Höhne: Knaurs Lexikon für Bergfreunde / Die Alpen zwischen Matterhorn und Bodensee. Droemer Knaur, München 1987, ISBN 3-426-26223-1, S. 120.

Koordinaten: 47° 0′ 11″ N, 8° 59′ 35″ O; CH1903: 718200 / 206949